# Болгарский национальный театр оперы и балета
Болгарский национальный театр оперы и балета — театр оперы и балета в столице Болгарии, Софии, ведущий свою историю с 1908 года. Всемирно известен под названием Софийская опера.

## История
В 1908 году было создано общество «Българската оперна дружба» (Болгарское оперное товарищество), дававшее свои представления на сцене Народного театра. Одним из основателей общества был Иван Цибулка. 18 октября 1908 года состоялся их первый спектакль: были исполнены отрывки из опер «Фауст» Шарля Гуно и «Трубадур» Джузеппе Верди, дирижировал Генрих Визнер.
По мере того как труппа развивалась в соответствии с ансамблевой системой и стилем, постоянная труппа, состоящая из солистов, хора, оркестра, балета, технических и постановочных групп, выпускала до 10 оперных и балетных премьер в год, в дополнение к концертным программам. Постепенно был сформирован основной репертуар мировой оперной классики, в то же время театр начал привлекать болгарских композиторов, которые создавали новые национальные произведения. исполнители 20-го века, такие как Николай Гяуров, Никола Гюзелев и Гена Димитрова начинали свою карьеру в структуре Национальной оперы, как и более поздние певцы, такие как Ирена Петкова и Кирил Манолов.
В 1922 году общество получило субсидию от государства, и театр стал называться Народной оперой (болг. Народна опера). С присоединением балетной труппы в 1928 году учреждение было переименовано в Национальный театр оперы и балета (болг. Националната опера и балет). Притом что официальное название сохраняется и поныне, повсеместно (включая официальный веб-сайт театра Архивная копия от 25 октября 2016 на Wayback Machine) на этот театр принято ссылаться как на Софийскую оперу. 
Основное место в оперном репертуаре театра занимают классические произведения русских и итальянских композиторов.
В 1931-1933 годах руководил театром Константин Сагаев. В 1946—1979 годах главным дирижёром Софийской национальной оперы был Асен Найденов.